# أداة إزالة المسامير
أداة إزالة المسامير وهي  أداة لإزالة المسامير من الخشب المنشور لتسهيل إعادة استخدامه، إذ أن وجود المسامير الحديدية في الخشب يعوق أعمال النجارة وصناعة الاخشاب والأثاث. وتستخدم عند صيانة الأخشاب المصنّعة.

## الأداة المحمولة
أداة إزالة المسامير المحمولة  أداة تعمل بالهواء المضغوط. تعمل على سحب المسامير من طرفها في قطع الخشب المنشورة المشقوقة. وهذه الأداة تساعد في تسريع عملية إزالة المسامير .

## الأداة الثابتة
أداة إزالة المسامير الثابتة  آلة مصممة للاستخدام لغرض واحد، على سبيل المثال، تجديد الألواح.